# Formación Bajo de la Carpa
La Formación Bajo de la Carpa es una formación geológica aflorante en las provincias de Río Negro y Neuquén, Argentina. Es una de las dos formaciones del Subgrupo Río Colorado, perteneciente al Grupo Neuquén. La edad de esta unidad es Santoniense (Cretácico superior), hace alrededor de 86 a 83 millones de años.
En su base, esta formación se superpone conforme a la Formación Plottier del más antiguo Subgrupo Río Neuquén, y termina por debajo de la Formación Anacleto, la más joven formación del Grupo Neuquén. La Formación Bajo de la Carpa puede alcanzar más de 105 metros de espesor en algunos sectores, y consiste principalmente de areniscas de varios colores, todas de origen fluvial. La presencia de geodas, nódulos químicos, impresiones de gotas de agua, y paleosuelos se encuentran comúnmente también en esta formación.

## Paleontología
Son abundantes los fósiles de Animales especialmentes los de cocodrilos:

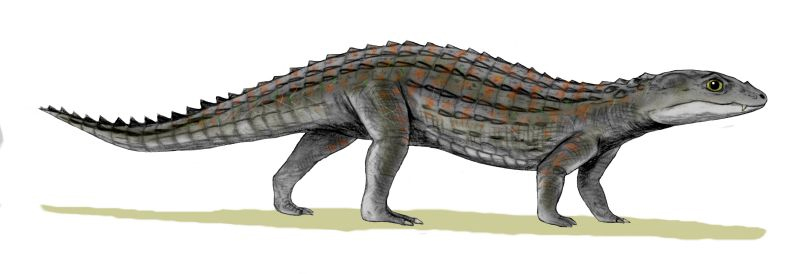
Comahuesuchus brachybuccalis

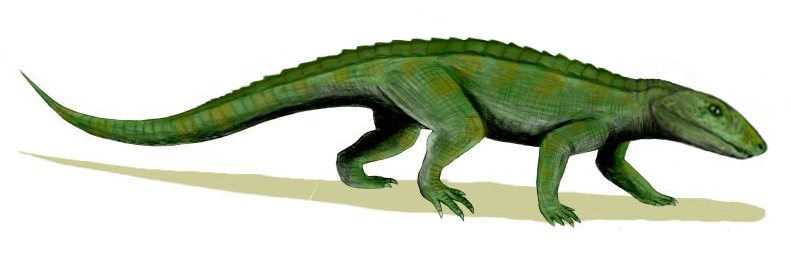
Notosuchus terrestris

- Reptiles
  - Cocodrilos
    - Comahuesuchus
    - Cynodontosuchus
    - Lomasuchus
    - Notosuchus

  - Serpientes
    - Dinilysia

  - Lagartos
    - Peirosaurus

  - Tortugas
    - Lomalatachelys

- Dinosaurios
  - Terópodos
    - Achillesaurus
    - Alvarezsaurus
    - Diuqin
    - Llukalkan
    - Tratayenia
    - Velocisaurus
    - Viavenator

  - Ornitópodos
    - Mahuidacursor

  - Saurópodos
    - Bonitasaura
    - Traukutitan

- Aves
  - Neuquenornis (Fósil y huevos)
  - Patagopteryx